# Budki (Kotłówka)
Budki – część wsi Kotłówka położona w Polsce, w województwie mazowieckim, w powiecie garwolińskim, w gminie Żelechów.
W latach 1975–1998 Budki administracyjnie należały do województwa siedleckiego.